# بلاك هوك (زعيم قبيلة)
بلاك هوك (بالإنجليزية: Black Hawk) ، هو زعيم قبيلة الهنود الحمر الأمريكية من العرق السوك، من مواليد 1767م وتوفي بتاريخ 3 أكتوبر 1838م .

## وصلات خارجية
- بلاك هوك على موقع الموسوعة البريطانية (الإنجليزية)
- بلاك هوك على موقع إن إن دي بي (الإنجليزية)
- Black Hawk with his son Whirling Thunder (1833), by جون ويزلي جارفيس, Gilcrease Museum
- مؤلفات Black Hawk في مشروع غوتنبرغ
- "Black Hawk State Historic Site" نسخة محفوظة 3 أغسطس 2006 على موقع واي باك مشين., Illinois History
- "Black Hawk Surrender Speech", State Department
- "Black Hawk (Ma-ka-tai-me-she-kia-kiak)", in John E. Hallwas, ed. Illinois Literature: The Nineteenth Century, Macomb, IL: Illinois Heritage Press, 1986
- "Black Hawk" . قاموس السير الأمريكية لأبلتون  [لغات أخرى]‏. 1900.{{استشهاد بموسوعة}}:  صيانة الاستشهاد: علامات ترقيم زائدة (link)
- Chisholm, Hugh, ed. (1911). "Black Hawk" . Encyclopædia Britannica (بالإنجليزية) (11th ed.).
- بلاك هوك (زعيم قبيلة) على موقع فايند أغريف